# Festivali i Këngës 11
11. Фестивал песме (алб. „Festivali i Këngës 11") је било 11. издање албанског музичког фестивала Фестивал песме. Одржан је од 22. до 25. децембра 1972. у Тирани, У Албанији. Организатор је био албански јавни сервис РТШ. Албански диктатор Енвер Хоџа је сматрао да су организатори догађаја „непријатељи јавности”, етикета коју је давао свима које је сматрао претњом за Албанију. Све песме са фестивала су забрањене, а велики број организатора је убијено или ухапшено кратко после организације догађаја пошто су оптужени за угрожавање морала у држави кроз увођење иморалног аспекта у фестивал и завере против владе кроз утицај на албанску младеж. Ова убиства су коришћена као пример за будуће организаторе догађаја. Скифтер Колићи је догађаје везане за 11. Фестивал песме детаљније описао у својој књизи „Једанаести фестивал” (Festivali i Njëmbëdhjetë).

## Формат
По узору на Фестивал у Санрему, ово је било прво издање Фестивала песме на ком је све песме изводио по један извођач, за разлику од два у претходним издањима. Фестивал се састојао од три вечери.

## Учесници
- Лефтер Агора
- Јустина Алиај
- Башким Алибали
- Илиријана Чарчани
- Петрит Добјани
- Валентина Ђони
- Лиљана Кондакчи
- Шериф Мердани
- Доријан Нини
- Школћим Пашолари
- Сузана Ћатипи
- Ема Ћазими
- Франческ Ради
- Зија Сарачи
- Хилми Хоџа
- Фатбарха Ракипи
- Линдита Сота (Теодори)
- Тонон Торшана
- Ваче Зела
- Kompleksi i Elbasanit

## Вечери

### Прво вече
Прво вече је одржано 22. децембра 1972. и састојало се из два дела.
| Р. бр.    | Извођач(и)            | Песма                            | Композитор      | Текстописац     |
| --------- | --------------------- | -------------------------------- | --------------- | --------------- |
| Први део  |                       |                                  |                 |                 |
| 01        | Зија Сарачи           | Sonte u takoj të gjithëve        | Јосиф Минга     | Схабан Мурати   |
| 02        | Јустина Алиај         | Në ekranin e televizorit         | Агрон Џунга     | Петраћ Ристо    |
| 03        | Школћим Пашолари      | Dhoma 23                         | Фламур Шеху     | Бетим Мучо      |
| 04        | Дориан Нини           | Shoqja më e mirë                 | Ческ Задеја     | Петраћ Ћафозизи |
| 05        | Лефтер Агора          | Një kujtim nga deti              | Васил Чуни      | Садик Бејко     |
| 06        | Валентина Ђони        | Cila stinë të pëlqen             | Гозим Ларо      | Илиријан Мезини |
| 07        | Тонин Торшана         | Kur vjen pranvera                | Пјетор Гаци     | Фатос Арапи     |
| 08        | Петрит Добјани        | Përshëndetje                     | Авни Мула       | Тонин Милоти    |
| 09        | Kompleksi i Elbasanit | Rruga e Dibrës                   | Алфонс Баличи   | Агим Шеху       |
| 10        | Ема Ћазими            | Kush më njeh mua                 | Агим Продани    | Дриторо Аголи   |
| Други део |                       |                                  |                 |                 |
| 11        | Франческ Ради         | Kur dëgjojmë zëra nga bota       | Франческ Ради   | Садик Бејко     |
| 12        | Хилми Хоџа            | Vajza e qelqeve                  | Tasim Hoshafi   |                 |
| 13        | Фатбарда Ракипи       | Nuk them se s'të kujtoj          | Фердинанд Деда  | Лирим Деда      |
| 14        | Лиљана Кондакчи       | Mozaik tingujsh, mozaik ngjyrash | Александор Печи | Наташа Лако     |
| 15        | Сузана Ћатипи         | Vajzat dhe kompozitori           | Александор Лало | Роланд Ђоза     |
| 16        | Башким Алибали        | Mbrëmja e fundit                 | Енвер Шонђерђи  | Енвер Шонђерђи  |
| 17        | Илиријана Чарчани     | Një degë e gjelbër               | Кујтим Ларо     | Садик Бејко     |
| 18        | Ваче Зела             | Natën vonë                       | Тиш Даија       | Лазар Силићи    |
| 19        | Шериф Мердани         | Duart e tua                      | Катриот Ђини    | Агим Шеху       |
| 20        | Линдита Сота          | Udhët janë të bukura             | Агим Крајка     | Агим Шеху       |

### Друго вече
Друго вече је одржано 23. децембра 1972. и свих 20 песама је поново изведено.
| Први део  |                       |                                  |
| 01        | Зија Сарачи           | Sonte u takoj të gjithëve        |
| 02        | Јустина Алиај         | Në ekranin e televizorit         |
| 03        | Школћим Пашолари      | Dhoma 23                         |
| 04        | Дориан Нини           | Shoqja më e mirë                 |
| 05        | Лефтер Агора          | Një kujtim nga deti              |
| 06        | Валентина Ђони        | Cila stinë të pëlqen             |
| 07        | Тонин Торшана         | Kur vjen pranvera                |
| 08        | Петрит Добјани        | Përshëndetje                     |
| 09        | Kompleksi i Elbasanit | Rruga e Dibrës                   |
| 10        | Ема Ћазими            | Kush më njeh mua                 |
| Други део |                       |                                  |
| 11        | Франческ Ради         | Kur dëgjojmë zëra nga bota       |
| 12        | Хилми Хоџа            | Vajza e qelqeve                  |
| 13        | Фатбарда Ракипи       | Nuk them se s'të kujtoj          |
| 14        | Лиљана Кондакчи       | Mozaik tingujsh, mozaik ngjyrash |
| 15        | Сузана Ћатипи         | Vajzat dhe kompozitori           |
| 16        | Башким Алибали        | Mbrëmja e fundit                 |
| 17        | Илиријана Чарчани     | Një degë e gjelbër               |
| 18        | Ваче Зела             | Natën vonë                       |
| 19        | Шериф Мердани         | Duart e tua                      |
| 20        | Линдита Сота          | Udhët janë të bukura             |

### Финално вече - 24. децембар 1972.
Финално вече је одржано 24. децембра 1972. 10 финалиста је наступило.
| Р. бр. | Извођач(и)        | Песма                            |
| ------ | ----------------- | -------------------------------- |
| 01     | Зија Сарачи       | Sonte u takoj të gjithëve        |
| 02     | Доријан Нини      | Shoqja më e mirë                 |
| 03     | Лиљана Кондакчи   | Mozaik tingujsh, mozaik ngjyrash |
| 04     | Башким Алибали    | Mbrëmja e fundit                 |
| 05     | Тонин Торшана     | Kur vjen pranvera                |
| 06     | Ваче Зела         | Natën vonë                       |
| 07     | Илиријана Чарчани | Një degë e gjelbër               |
| 08     | Шериф Мердани     | Duart e tua                      |
| 09     | Ема Ћазими        | Kush më njeh mua                 |
| 10     | Линдита Сота      | Udhët janë të bukura             |